# Большеудалово
Большеудало́во (рос. Большеудалово) — присілок у складі Ішимського району Тюменської області, Росія.
Населення — 220 осіб (2010, 188 у 2002).
Національний склад станом на 2002 рік:
- росіяни — 91 %